# Renhet
Renhet, frånvaro av smuts och föroreningar. I naturvetenskapliga och tekniska sammanhang kan renhet definieras matematiskt, men människans uppfattning om huruvida den egna kroppen, maten eller andra föremål är rena eller smutsiga är högst subjektiv.

## Religion
För rituell renhet inom hinduism, se Rituell renhet
Begreppet "renhet" används inom många religioner och innebär att många företeelser enligt tradition eller heliga skrifter är orena och därmed tabu. Jämför helighet, helgelse, kyskhet och puritanism.

## Psykologi
Många människor skyr smuts och synliga föroreningar, och reagerar ofta reflexmässigt på dessa. Ofta kan vetskap (eller felaktig tro) om att en viss person eller ett föremål bär på en infektion utlösa sådana reflexer.
Strävan efter renhet kan leda till maniskt beteende.

## Industri
Inom industrin används renhet ofta vid tillverkning av produkter som kräver låga föroreningar. Exempelvis integrerad krets eller komponenter inom hydraulik. Processer som elektroplätering får exempelvis inte vara förorenade med olja, då det kan förhindra beläggning från att fästa. På grund av dessa krav har industrin utvecklat metoder för att tvätta komponenter och standarder för att mäta renheten. 

### Hydraulik
En vanlig metod för renhetstest är att mäta antalet partiklar och dess storlek på mikrometernivå beroende av kontaktytan alternativt volym. För hydraulik används en skala med NAS-koder som beskriver hur många partiklar och vilken storlek som är tillåten per volym på 100 ml.